# Primäre Knochendysplasie mit erhöhter Knochendichte
Unter dem Stichwort Primäre Knochendysplasie mit erhöhter Knochendichte werden in der Datenbank Orphanet folgende Syndrome und Erkrankungen aufgeführt:
- Camurati-Engelmann-Syndrom
- Diaphysäre medulläre Stenose – maligne Knochentumore[1]
- Dysostose Typ Stanescu[2]
- Dysplasie, kraniometadiaphysäre, Schaltknochen-Typ[3]
- Dysplastische Hyperostosis corticalis (Kozlowski-Tsuruta-Syndrom)[4]
- Einschlusskörperchenmyopathie mit Paget-Syndrom und frontotemporaler Demenz[5]
- Endosteale Sklerose – zerebelläre Hypoplasie[6]
- Gemischte sklerosierende Knochendystrophie mit extraskelettalen Manifestationen[7]
- Ghosal-Syndrom (Dysplasie, hämatodiaphysäre, Typ Ghosal)
- Günal-Seber-Başaran-Syndrom (Dakryozystitis – Osteopoikilose)
- Hyperostosis cranialis interna[8]
- hypertrophe primäre Osteoarthropathie
- Juveniler Morbus Paget
- Kraniodiaphysäre Dysplasie
- Kraniometaphysäre Dysplasie
- Lenz-Majewski-Syndrom (Hyperostotischer Kleinwuchs Typ Lenz-Majewski)
- Metaphysäre Dysplasie Typ Braun-Tinschert
- ODDD-Syndrom
- Osteogenesis imperfecta Hohe Knochenmasse[9]
- Osteopathia striata
- Osteopetrose
- Osteosklerose – Ichthyose – vorzeitige Ovarialinsuffizienz[10]
- Pyle-Syndrom
- Sklerosteose
- Spastische Paraplegie mit Paget-Syndrom[11]
- Tricho-dento-ossäres Syndrom
- Van-Buchem-Syndrom (Hyperostosis corticalis generalisata)
- Whyte-Murphy-Syndrom
- Worth-Syndrom (autosomal-dominante Osteosklerose)[12]
- X-chromosomale Hyperostose der Schädelkalotte[13]

## Klinische Erscheinungen
Gemeinsames Merkmal dieser Skelettdysplasien ist die abnormal erhöhte Knochendichte (Osteosklerose). Dort sind weitere primäre sowie sekundäre Formen aufgeführt.